# Hartington, Northumberland
Hartington var en civil parish 1866–1955 när det uppgick i Rothley, i grevskapet Northumberland i England. Civil parish var belägen 5 km från Kirkwhelpington och hade 27 invånare år 1951.